# Regresa (álbum de Camila)
Regresa es el quinto álbum de estudio de la banda mexicana Camila, lanzado por el sello discográfico Sony Music Latin el 2 de agosto de 2024.
El álbum se caracteriza por el estilo clásico de la banda con una combinación de ritmos suaves entre la balada y el pop con el regional mexicano. Asimismo, el álbum marca el regreso de Samo a la banda después de 10 años al haber probado su carrera como solista. Asimismo el 2 de agosto de 2024, el álbum se estrenó después de su sencillo «Corazón en coma» el cual cuenta con la participación del cantante mexicano Edén Muñoz.
De este álbum, se desprenden algunos sencillos como: «Fugitivos», «120», «Diamantes y amaranto» e «Incendio» entre otros.

## Lista de canciones
| N.º | Título                             | Duración |  |
| 1.  | «Fugitivos»                        | 3:05     |  |
| 2.  | «120»                              | 3:15     |  |
| 3.  | «Diamantes y amaranto»             | 3:49     |  |
| 4.  | «Mía»                              | 3:16     |  |
| 5.  | «Corazón en coma» (con Edén Muñoz) | 2:52     |  |
| 6.  | «Por si me vuelves a querer»       | 3:38     |  |
| 7.  | «Te lo daría»                      | 3:16     |  |
| 8.  | «Regresa»                          | 3:31     |  |
| 9.  | «Supernova»                        | 2:48     |  |
| 10. | «Incendio»                         | 2:12     |  |